# Jacques Brichant

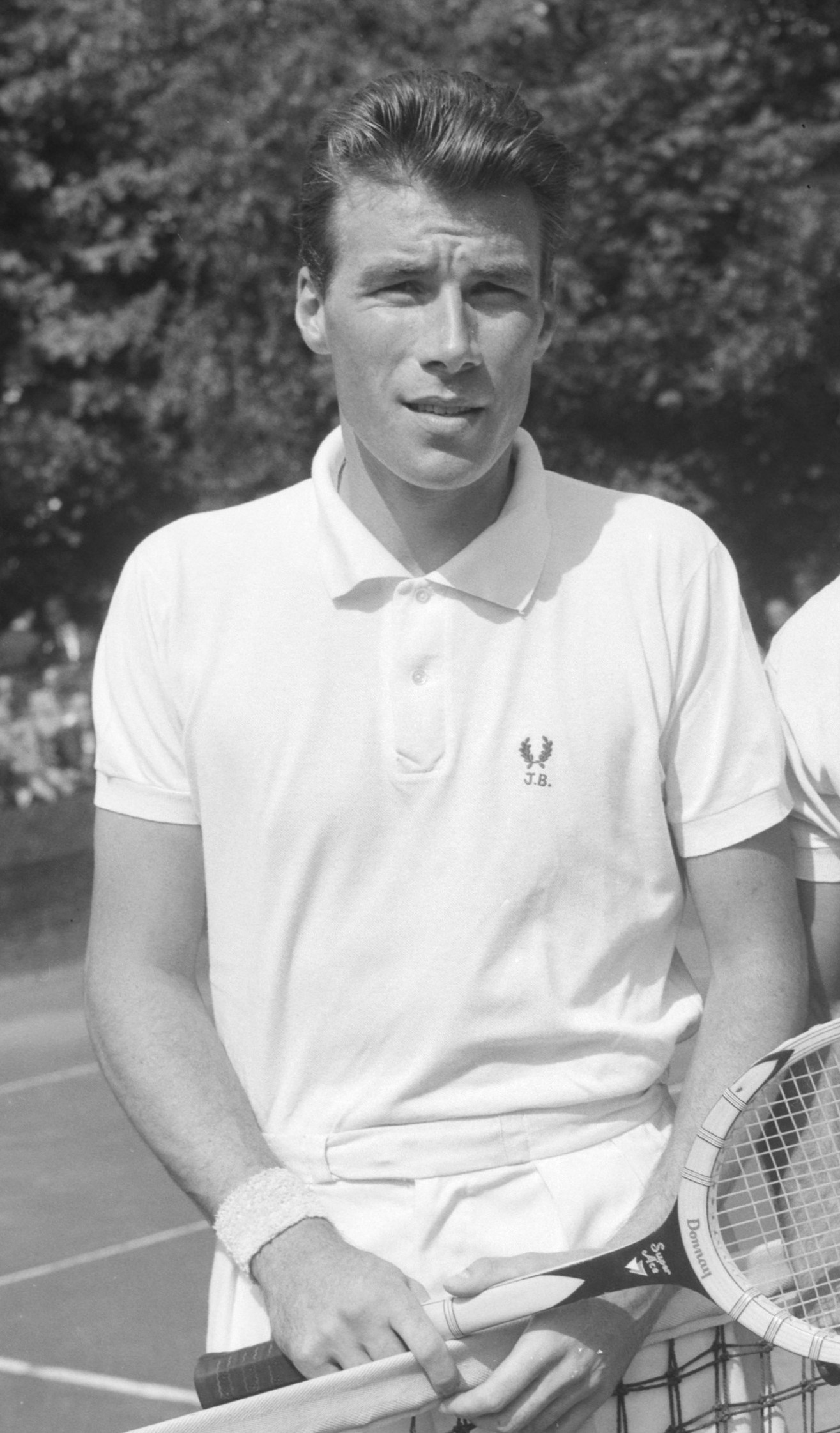
Jacques Brichant, 1959

Jacques „Jacky“ Brichant (* 28. März 1930 in Charleroi; † 9. März 2011) war ein belgischer Tennis- und Basketballspieler.

## Leben
Brichant konnte 1958 das Halbfinale der französischen Meisterschaften erreichen sowie 1956 und 1959 das Viertelfinale. Darüber hinaus stand er beim Masters in Hamburg 1958 im Finale, welches er gegen den Schweden Sven Davidson verlor.
Neben zahlreichen Turnieren bestritt Brichant insbesondere zahlreiche Spiele für die belgische Davis-Cup-Mannschaft. Zwischen 1949 und 1965 trat er zu 44 Begegnungen an und bestritt insgesamt 120 Partien. Von 79 Einzelpartien gewann er 52, von 41 Doppelpartien gewann er 19. Er hält damit fast sämtliche Rekorde in der belgischen Davis-Cup-Geschichte, lediglich sein Doppelpartner Philippe Washer hat mehr Doppelsiege errungen. Besondere Aufmerksamkeit erhielten Brichant und Washer in den Saisonen 1953 und 1957, als sie Belgien zum Sieg in der Europazone führten. Dabei schlugen die beiden 1953 Ungarn, Großbritannien, Italien und Dänemark. Es folgten die Ausscheidungsspiele zwischen den Siegern der Kontinentalzonen, in deren erster Runde Belgien die indische Mannschaft mit 5:0 schlug. Im Finale der Playoffs trafen Brichant und Washer auf die favorisierten US-Amerikaner, gegen die sie mit 1:4 verloren.
In der Saison 1957 wiederholten Brichant und Washer den Erfolg. Im Auftaktspiel war erneut Ungarn der Gegner und es war das einzige Spiel in der Saison, bei dem Belgien mit Gino Mezzi einen weiteren Spieler einsetzte. Es folgten Siege gegen Mexiko, Großbritannien und Italien. In den Playoffs erhielt Belgien dieses Mal ein Freilos und traf im Finale erneut auf die US-Amerikaner. Brichant und Washer verloren ihr erstes Einzel, ehe sie das Doppel gewannen und Washer in seinem zweiten Einzel die amerikanische Führung egalisierte. Brichant blieb trotz eines knappen ersten Satzes gegen Vic Seixas am Ende chancenlos, er verlor das Spiel 8:10, 0:6, 1:6 und damit auch Belgien die Partie mit 2:3.
Brichant war neben seiner Tenniskarriere auch als Basketballer aktiv und erfolgreich. Mit der Mannschaft Royal IV aus Brüssel gewann er zwischen 1952 und 1958 fünfmal die belgische Meisterschaft.
Sein Vater war Fernand Brichant war zwischen 1913 und 1924 aktiver Fußballspieler und wurde dabei unter anderem zweimal in die belgische Fußballnationalmannschaft berufen.

## Auszeichnungen
1957 erhielt Brichant gemeinsam mit seinem Doppelpartner Washer in Belgien die Trophée national du Mérite sportif, eine nationale Auszeichnung für besondere Verdienste im Sport.